# Goodia (plante)
Genre
Goodia est un genre de plantes à fleurs dicotylédones de la famille des Fabaceae, sous-famille des Faboideae, originaire d'Australie, qui comprend deux espèces acceptées.

## Étymologie
Le nom générique, « Goodia »,  est un hommage à Peter Good (date de naissance inconnue, mort en 1803), jardinier britannique et collecteur de plantes, qui récolta notamment des graines en Australie pour le compte des jardins botaniques de Kew.

## Liste d'espèces
Selon The Plant List (9 octobre 2018) :
- Goodia lotifolia Salisb.
- Goodia medicaginea F.Muell.